# Chersotis capnistis
Chersotis capnistis is een vlinder uit de familie uilen (Noctuidae). De wetenschappelijke naam is voor het eerst geldig gepubliceerd in 1872 door Lederer.
De soort komt voor in Europa.